# Periferní obrna lícního nervu

Ilustrace zobrazující pacienta trpícího periferní obrnou lícního nervu

Periferní obrna lícního nervu je častým neurologickým onemocněním. Periferní paréza s sebou přináší významný deficit motorický, senzitivní a senzorický. Snížená až vymizelá funkce mimického svalstva přináší pacientovi estetický i funkční problém a výrazně zhoršuje kvalitu pacientova života. Včasné zahájení správné rehabilitace je u této problematiky stěžejní. Rehabilitace je individuálně přizpůsobená pacientům, pro co největší návrat funkčnosti orofaciální oblasti.

## Anatomické souvislosti
Lícní nerv, latinsky nazývaný Nervus facialis je VII. hlavový nerv. Používá se pro něj i název intermediofacialis, protože ho funkčně rozlišujeme na n. facialis a n. intermedius. Jedná se o motorický nerv inervující mimické svaly obličeje, měkkých pokrývek lebečních a zevního ucha, rovněž inervuje zadní bříško m. digastricus, m. stylohyoideus a m. stapedius. N. intermedius je smíšený nerv, má vlákna senzitivní, senzorická a parasympatická. Inervuje slzní žlázu, žlázky dutiny nosní, ústní a paranasálních dutin, také galanulu sublingualis a submandibularis.

## Etiologie
Příčiny periferní obrny lícního nervu mohou být různé. Velmi často se jedná o důsledky virových onemocnění, nejčastěji viru herpes simplex nebo herpes zoster; tyto jsou většinou doprovázeny herpetickou erupcí nebo bolestivostí v okolí ucha. Mezi bakteriálními infekcemi to je především lymská borelioza.
Obrna lícního nervu může být způsobena i traumatem. Nejčastěji se jedná o zlomeninu pyramidy. Příznaky posttraumatické léze mohou být patrné až několik dní po úrazu. Periferní léze lícního nervu se ve ¾ případů považuje za takzvanou Bellovu obrnu. Můžeme ji nazývat i idiopatickou nebo esenciální. Incidence Bellovy obrny je asi 20–30 případů na 100 000 obyvatel za rok. Etiologie není ještě zcela známa, ale jedná se zřejmě o mononeuritidu pravděpodobně virového původu.

## Prognóza
Prognóza je velmi závislá na rozsahu postižení. Bellova obrna mívá obvykle příznivou prognózu. Až 70–90 % případů se v průběhu 6 týdnů až 3 měsíců zcela upraví. Platí, že pokud je včasný nástup zlepšení a pozvolná progrese pokračuje i nadále, je možno předpokládat dobrou prognózu.

## Klinický obraz
Klinickým projevem periferní léze lícního nervu je především paréza mimických svalů. Tvář je postižena na stejné straně jako se nachází léze. Na pacientovi je viditelné vyhlazení vrásek jak na čele, tak u oční štěrbiny. Vzniká lagoftalmus a je patrný Bellův příznak. Není patrná nasolabiální rýha. Pokleslý ústní koutek vyvolává obtíže při pití, přijímání potravy a artikulaci.
Klinické projevy periferní parézy se mohou lišit v závislosti na příčině. Bellovu obrnu pacient nejčastěji pociťuje po probuzení jako změnu v citlivosti v oblasti tváře. Parézy vyvolané virovou infekcí jsou často doprovázeny bolestivostí.

## Chirurgická léčba
Chirurgická léčba vedoucí k obnově pohybů paretického obličeje se nazývá reanimace obličeje. Je založena na operacích, pomocí kterých se upravuje klidové postavení tváře a případně i obnovuje pohyb v koutku, a dále na operacích, při kterých se koriguje lagoftalmus a pokles obočí.

### Obnova úsměvu pomocí operací na lícním nervu
V ČR jsou při reanimaci paretického obličeje nejčastěji používány operace, které mají za cíl obnovit nervové zásobení (inervaci) mimických svalů. Jedná se tedy o operace na lícním nervu. Předpokladem dobrého výsledku je zachovalá funkčnost mimických svalů, které ale postupně ochabují, a to i přes správně vedené elektrostimulace.
Pokud tyto operace nejsou provedeny do 2 let od vzniku parézy, tak značně klesá i naděje na obnovu funkce mimických svalů, proto jsou tyto operace někdy kombinované s přenosem funkčního svalu z jiné lokality (např. z vnitřních stehen) pomocí tzv. mikrochirurgické techniky. Na výsledek operace se v těchto případech musí čekat, protože je závislý na rychlosti obnovy nervu, která je navíc značně zpomalená u starších nemocných. Obnova nervu však nemusí být dostatečná ani u mladších pacientů. Proto jsou tyto operace často kombinovány s tzv. pasivními závěsy, které vytváří stabilní (nehybnou) podporu pro klidové postavení tváře.
Po více než dvou letech od vzniku obrny již není možná funkční obnova mimických svalů, protože mimické svaly při obrně lícního nervu postupně ztrácí své nervosvalové ploténky. Pro obnovu pohybu je proto třeba použít jiný sval se zachovanou funkcí. 

#### Obnova úsměvu pomocí posunu žvýkacích svalů
Pohyb dolní čelistí je zajištěn žvýkacími svaly, největší podíl na pohybu dolní čelisti máji velký žvýkací sval (musculus masseter) a spánkový sval (musculus temporalis). Oba tyto svaly lze použít k obnově pohybu mimických svalů. Při jejich použití je jejich původní funkce nahrazena ostatními žvýkacími svaly. Po operaci je třeba se naučit ovládat úsměv pomocí žvýkacích svalů. Toto přeučení probíhá zpravidla rychle, protože je přirozené mít při úsměvu zuby u sebe. Navíc jsou v oblasti mozkové kůry centra pro ovládání mimických a žvýkacích svalů blízko sebe, což napomáhá vytváření nových spojení, a to i ve vyšším věku. Výhodou těchto operací je, že je zachováno nervové zásobení vybraného žvýkacího svalu. Pohyb se tedy obnovuje brzy po operaci, protože není třeba čekat na regeneraci nervu tak, jak tomu je u řady jiných operací.

#### Reanimace technikou sesunu spánkového svalu – Labbého operace
Reanimace obličeje technikou sesunu spánkového svalu představuje novou účinnou léčebnou strategii, pomocí které lze upravit klidové postavení tváře a současně obnovit pohyb v oblasti koutku. Principem operace je nahrazení nefunkčních mimických svalů funkčním spánkovým svalem. Spánkový sval se ale při operaci nepřenáší, ale „pouze“ se odpojí od svého úponu na dolní čelisti, a přesune se do oblasti nosoretní rýhy. Za tímto účelem se současně spánkový sval uvolňuje ze svého lůžka v oblasti spánkové krajiny a sesunuje se směrem dolů.
Operace se provádí v celkové anestézii z přístupu ve vlasové části hlavy. Obličej tedy zůstává s výjimkou oblasti nosoretní rýhy bez jizev.
Obnova úsměvu u nemocných s obrnou obličeje je založena na operacích, které obnovují postavení ústního koutku a zlepšují tak klidovou symetrii obličeje, a na operacích, které obnovují aktivní pohyb obličeje při úsměvu – tzv. reanimace obličeje.

## Rehabilitace
Rehabilitace pacienta začíná aplikací tepla na postiženou polovinu obličeje. Mohou být použity horké zábaly, solux nebo parafín. Zábaly se aplikují po dobu jedné hodiny dvakrát denně. Solux a parafín se nechá působit dvacet minut dvakrát denně. V akutním stádiu lze použít i jemnou masáž. Postupuje se vždy kraniálně, aby se vyvážil pokles v důsledku hypotonie svalů. Může se využít i jemné poklepávání pro tonizační účinek.
V případě nalézání tuhého podkoží a kontraktur je nutné ruční uvolňování a protahovaní jednotlivých svalů. Ruční stimulace a reedukace se využívá u svalové síly 0–2. Při stimulaci je volena facilitační technika vibrací, která by měla sloužit k vybavení reflexního oblouku. Postupuje se od úponu k začátku ve směru kontrakce. Reedukace následuje bezprostředně po facilitaci. Pacient se snaží aktivně dopomáhat. Objeví-li se svalový záškub, začíná se s aktivním cvičením. Pacient procvičuje jednotlivé svaly. Je nezbytné dávat pozor, aby se neobjevily patologické synkinézy. Pacient cvičí pod dohledem terapeuta. Na domácí rehabilitaci je mu dána cvičební jednotka, kterou provádí před zrcadlem. Od svalové síly 4–5 lze dávat mírný odpor. V rehabilitaci periferní léze lícního nervu se používá i Vojtova metoda a Proprioceptivní neuromuskulární facilitace. Vhodná je metodika sestry Kenny.
Nezbytné je také dbát na režimová opatření. Pacientovi nesmí postižená část obličeje nikde prochladnout. Při spánku se postižené oko zalepuje, aby se zabránilo vysychání. Při mluvení si může přidržovat zdravou stranu lehce dvěma prsty, aby se nezvýrazňovala asymetrie.
Pokud ani po třech týdnech není patrná volní aktivita, je nutné zahájit elektrostimulaci. Aplikace se provádí podle výsledků I/t křivky, dokud není zřejmý aktivní pohyb. V případě těžkých lézí nervu, jako u posttraumatických a pooperačních stavů, je nezbytné zahájit elektrostimulaci ihned.

## Závěr
Periferní obrna lícního nervu je nezanedbatelné neurologické onemocnění. Postihuje pacienta významným motorickým deficitem na tváři, což má negativní vliv na kvalitu pacientova života. Správná léčba významně zlepšuje progresi onemocnění a zvyšuje kvalitu pacientova života.